# أنطوان غودرو
أنطوان غودرو (بالفرنسية: Antoine Robert Gaudreaux)‏ هو صانع الخزائن ‏ فرنسي، ولد في 1680، وتوفي في 6 مايو 1746 في باريس في فرنسا.